# حوزه انتخابیه دوم ویسکانسین
حوزه انتخابیه دوم ویسکانسین یک حوزه انتخابیه مجلس نمایندگان آمریکا است که در ایالت ویسکانسین قرار دارد.